# Festival RTP da Canção 2014
O XLVIII Festival RTP da Canção 2014 foi o quadragésimo oitavo Festival RTP da Canção e teve lugar nos dias 8 de Março de 2014 e 15 de Março de 2014 no Convento do Beato, em Lisboa.
José Carlos Malato e Sílvia Alberto foram os apresentadores do festival.

## Festival

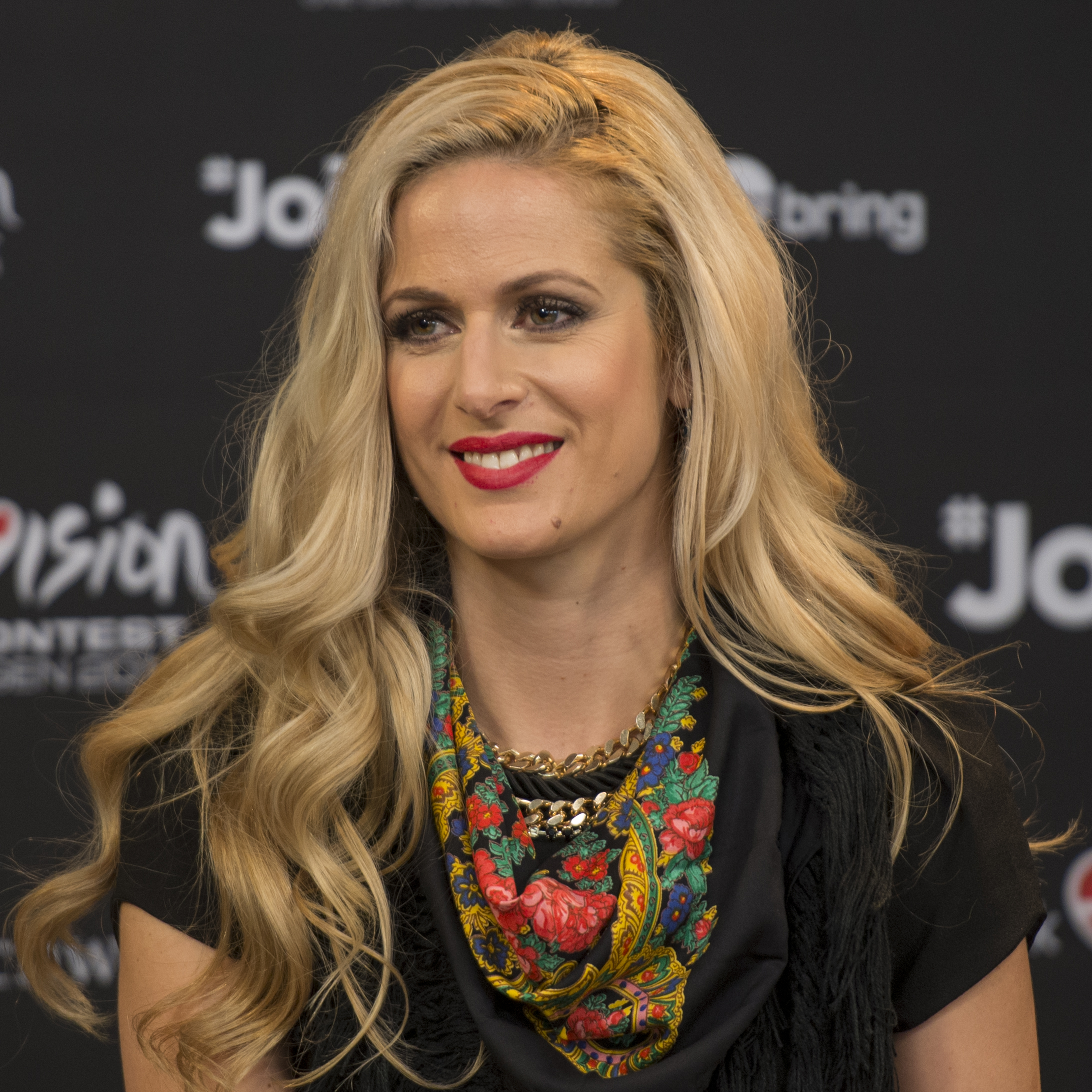
Susana Guerra, vencedora do Festival RTP da Canção 2014

Em 7 de novembro de 2013, a RTP, confirmou a sua participação no Festival Eurovisão da Canção de 2014, que decorrerá em Copenhaga, na Dinamarca, marcando o seu 50º aniversário de participações naquele concurso. Apesar da ausência, em 2013, no Festival Eurovisão da Canção de 2013, devido a questões orçamentais e restruturação interna, a RTP volta a apostar no concurso Festival RTP da Canção.
A 14 de janeiro foi divulgado o método de seleção de Portugal; muitos apostavam numa seleção interna, outros numa final nacional, mas a RTP decidiu manter o método de seleção dos últimos anos. Para assinalar os 50 anos da primeira participação portuguesa no concurso, a grande novidade prendeu-se com o facto de a edição de 2014, a decorrer em março, contar com uma semifinal a 8 de março e uma final a 15 de março. Assim, na semifinal estiveram em competição 10 canções, de outros tantos compositores/autores a convidar pela RTP. As 5 canções mais votadas passaram à final, a decorrer uma semana depois.  Durante essa semana, as 5 canções estiveram em votação do público através do televoto (registe-se que o público teve 100% de decisão em todos os processos de votação). Os artistas foram escolhidos pelos compositores convidados pela RTP. De acordo com as palavras de José Poiares ao ESCPORTUGAL, os 50 anos da primeira participação portuguesa na Eurovisão foram assinalados no FC2014, sobretudo na final de 15 de março. O local foi decidido no dia seguinte à divulgação do método de seleção tendo sido escolhido o Convento do Beato, em Lisboa; os apresentadores foram a Sílvia Alberto e José Carlos Malato e a Joana Teles na Green Room. O sorteio das atuações foi revelado dia 11 de fevereiro.
Na comemoração do 50º aniversário do Festival RTP da Canção, a Sociedade Portuguesa de Autores organizou uma sessão evocativa , em 30 de janeiro de 2014, com um debate motivado pelo tema "Que imagem do país a televisão do Estado tem exportado através do Festival da Canção?", apresentado e moderado por Tozé Brito (administrador da SPA), sendo convidados: José Poiares (chefe de delegação da RTP ao Eurofestival da Canção), António Calvário (primeiro vencedor do Festival RTP da Canção) e Jorge Mangorrinha  (professor universitário e investigador do estudo sobre o festival  ). Este estudo desenvolve uma abordagem tripartida (a "canção de festival", o papel da televisão do Estado e o partenariado), sobre aspectos históricos e propositivos. Teve como parceiros logísticos a Rádio e Televisão de Portugal, a Sociedade Portuguesa de Autores e a Hemeroteca Municipal de Lisboa. Precisamente esta última, através da Hemeroteca Digital, lançou, nesse dia, uma exposição virtual intitulada "Nos 50 Anos do Festival da Canção: o olhar da imprensa nacional (1964-2014)". Por ocasião daquela sessão comemorativa na Sociedade Portuguesa de Autores, foi oferecida a brochura "Portugal e a Eurovisão: 50 anos de canções (1964-2014)", com conceito e autoria de Jorge Mangorrinha, sendo uma síntese que antecede a edição do estudo completo e inédito sobre meio século de história e propostas de futuro.

## Sorteio das Atuações
No dia 11 de Fevereiro (terça feira) foi conhecida a ordem de atuação dos concorrentes.

### Intérpretes que recusaram o convite ou desistiram
Carlos Costa - Carlos Costa participou no último festival da canção, ficando em 6ºLugar, e também já foi concorrente do Ídolos 2009, classificado em 3ºLugar, mas decidiu não participar.
Tiago Pais Dias - Tiago Pais Dias abandonou a participação no Festival da Canção (FC2014), alegando motivos pessoais. Este foi o último compositor a confirmar a sua participação à estação pública, acabando por ter abandonar o projeto.

## Semifinal
| #  | Artista          | Canção                 | Música (m) / Letra (l)                                  | Resultado  |
| -- | ---------------- | ---------------------- | ------------------------------------------------------- | ---------- |
| 1  | Catarina Pereira | "Mea Culpa"            | Andrej Babić (m), Carlos Coelho (l)                     | Passou     |
| 2  | Ivo Lucas        | "Eu vou"               | João Só (m & l)                                         | Não passou |
| 3  | Zana             | "Nas Asas da Sorte"    | Jan van Dijck (m), Paulo Abreu Lima (l)                 | Passou     |
| 4  | Carla Ribeiro    | "Mais Para Dar"        | Hélder Godinho (m), Marina Ferraz (l)                   | Não passou |
| 5  | Ricardo Afonso   | "Emoção"               | Ricardo Afonso (m & l), Luís Fernando & Rui Fingers (m) | Não passou |
| 6  | Rui Andrade      | "Ao Teu Encontro"      | Marc Paelinck (m), Rui Andrade (l)                      | Passou     |
| 7  | Lara Afonso      | "O Teu Segredo"        | João Matos & Miguel Ferrador (m & l)                    | Não passou |
| 8  | Raquel Guerra    | "Sonhos Roubados"      | Nuno Feist (m), Nuno Marques da Silva (l)               | Passou     |
| 9  | Madalena Trabuco | "Coração de Filigrana" | Tozé Santos (m & l)                                     | Não passou |
| 10 | Suzy             | "Quero Ser Tua"        | Emanuel (m & l)                                         | Passou     |

## Final
A canção vencedora foi "Quero ser tua", interpretada por Suzy, com 41,56% dos votos do público.
| # | Artista          | Canção              | Música (m) / Letra (l)                    | Televoto (%) | Lugar |
| - | ---------------- | ------------------- | ----------------------------------------- | ------------ | ----- |
| 1 | Rui Andrade      | "Ao Teu Encontro"   | Marc Paelinck (m), Rui Andrade (l)        | 14,56%       | 3º    |
| 2 | Catarina Pereira | "Mea Culpa"         | Andrej Babić (m), Carlos Coelho (l)       | 23,58%       | 2º    |
| 3 | Zana             | "Nas Asas da Sorte" | Jan van Dijck (m), Paulo Abreu Lima (l)   | 11,39%       | 4º    |
| 4 | Raquel Guerra    | "Sonhos Roubados"   | Nuno Feist (m), Nuno Marques da Silva (l) | 8,91%        | 5º    |
| 5 | Suzy             | "Quero Ser tua"     | Emanuel (m & l)                           | 41,56%       | 1º    |